# Boeing XF6B
Le Boeing XF6B-1 / XBFB-1 est la dernière conception de biplan par Boeing pour la Marine des États-Unis. Seulement un prototype, le Modèle 236, est construit. Il s'est écrasé dans une glissière de sécurité en 1936 et la conception n'a jamais été poursuivie plus loin.

## Développement
Commandé par la marine le 30 juin 1931, l'avion est un dérivé du F4B. Il est presque entièrement fait de métal, seulement les ailes sont couvertes de tissu. Il est poussé par un moteur de 625 ch Pratt & Whitney R-1535-44 Twin Wasp.
Le rôle destiné de cet avion s'est avéré être incertain. Tandis que sa construction rudimentaire est capable de résister haut force G, il pèse environ 1 683 kg (318 kg de plus que le F4B) et il n'a pas la manœuvrabilité qu'un avion de chasse à besoin. Il est, cependant, excellent comme avion de chasse bombardier et c'est en mars 1934 que le prototype est appelé XBFB-1 en reconnaissance de ses qualités. Cependant, des idées diverses sont essayées pour améliorer ses qualités d'avion de chasse, comme le capot du moteur amélioré, rationalisation autour du train d'atterrissage et même d'une hélice tripale (les hélices bipale était alors le standard). La performance est insatisfaisante et la marine décide d'acheter le F11C Goshawk.

## Opérateur
États-Unis
- United States Navy